# Inza (Russia)
Inza (in russo И́нза?) è una città di circa 19.000 abitanti dell'Oblast' di Ul'janovsk, nella Russia europea meridionale. È il capoluogo del rajon Inzenskij.